# الدوم (الحديدة)

تعديل مصدري - تعديل

الدوم هي إحدى قرى مديرية المراوعة، التابعة لمحافظة الحديدة اليمنية، بلغ تعداد سكانها 4024 نسمة حسب الإحصاء الذي جرى عام 2004.